# IFO Classics
IFO classics ist ein in Saarbrücken und Mainz beheimatetes deutsches Klassiklabel, das sich auf den Bereich der „Künstlerischen Orgelmusik“ spezialisiert hat. Es wurde 1991 von dem Musikpublizisten Wolfram Adolph, Herausgeber und Chefredakteur der bei Schott Music in Mainz erscheinenden Musikzeitschrift Organ – Journal für die Orgel, gegründet. Auf dem international vertriebenen Label wurden bislang rund 200 zum Teil preisgekrönte (Preise der Deutschen Schallplattenkritik, Diapasons d'Or u. a.) Titel mit internationalen Interpreten veröffentlicht.
Einer der Programmschwerpunkte des Labelkatalogs liegt traditionell auf dem Gebiet der Symphonischen Orgelmusik Frankreichs.  Einspielungen von Organisten wie Marie-Claire Alain, Iveta Apkalna, Christian Brembeck, Petr Eben, Catherine Ennis, Hans-Ola Ericsson, Rolande Falcinelli, André Isoir, Naji Hakim, Nicolas Kynaston, Michelle Leclerc, Jean-Pierre Leguay, Ludger Lohmann, Odile Pierre, Pierre Pincemaille, Lionel Rogg, Daniel Roth, Wolfgang Rübsam, Elisabeth Ullmann, Gerhard Weinberger, Wolfgang Zerer werden von IFO classics vertrieben.